# Квинт Марций Барей Соран
Вижте пояснителната страница за други личности с името Квинт Марций Барей Соран.
Квинт Марций Барей Соран (на латински: Qintus Marcius Barea Soranus) е политик и сенатор на ранната Римска империя.

## Биография
Произлиза от фамилията Марции. През 34 г. Марций Соран е суфектконсул заедно с Тит Рустий Нумий Гал. През 41 – 43 г. е проконсул на провинция Африка. Той е в жреческата колегия Quindecimviri sacris faciundis.
Марций Соран е баща на Квинт Марций Барей Соран (суфектконсул 52 г.) и на Квинт Марций Бареа Сура, който е приятел на бъдещия император Веспасиан. Дядо е на Марция (майка на Улпия Марциана и бъдещия император Траян) и на Марция Фурнила (втора съпруга на бъдещия император Тит, първият син на Веспасиан) и на Марция Сервилия.